# أوليفر شانكس
أوليفر شانكس (15 نوفمبر 1915 – 1970) هو ملاكم كندي راحل، مثّل بلاده في الألعاب الأولمبية الصيفية 1936.

## روابط خارجية
أوليفر شانكس على موقع بوكس ريك (الإنجليزية) (registration required)
- أوليفر شانكس على موقع اللجنة الأولمبية الدولية (الإنجليزية)
- أوليفر شانكس على موقع أوليمبيديا (الإنجليزية)
- أوليفر شانكس على موقع اللجنة الأولمبية الكندية (الإنجليزية)